# Historia del uniforme del Real Sporting de Gijón

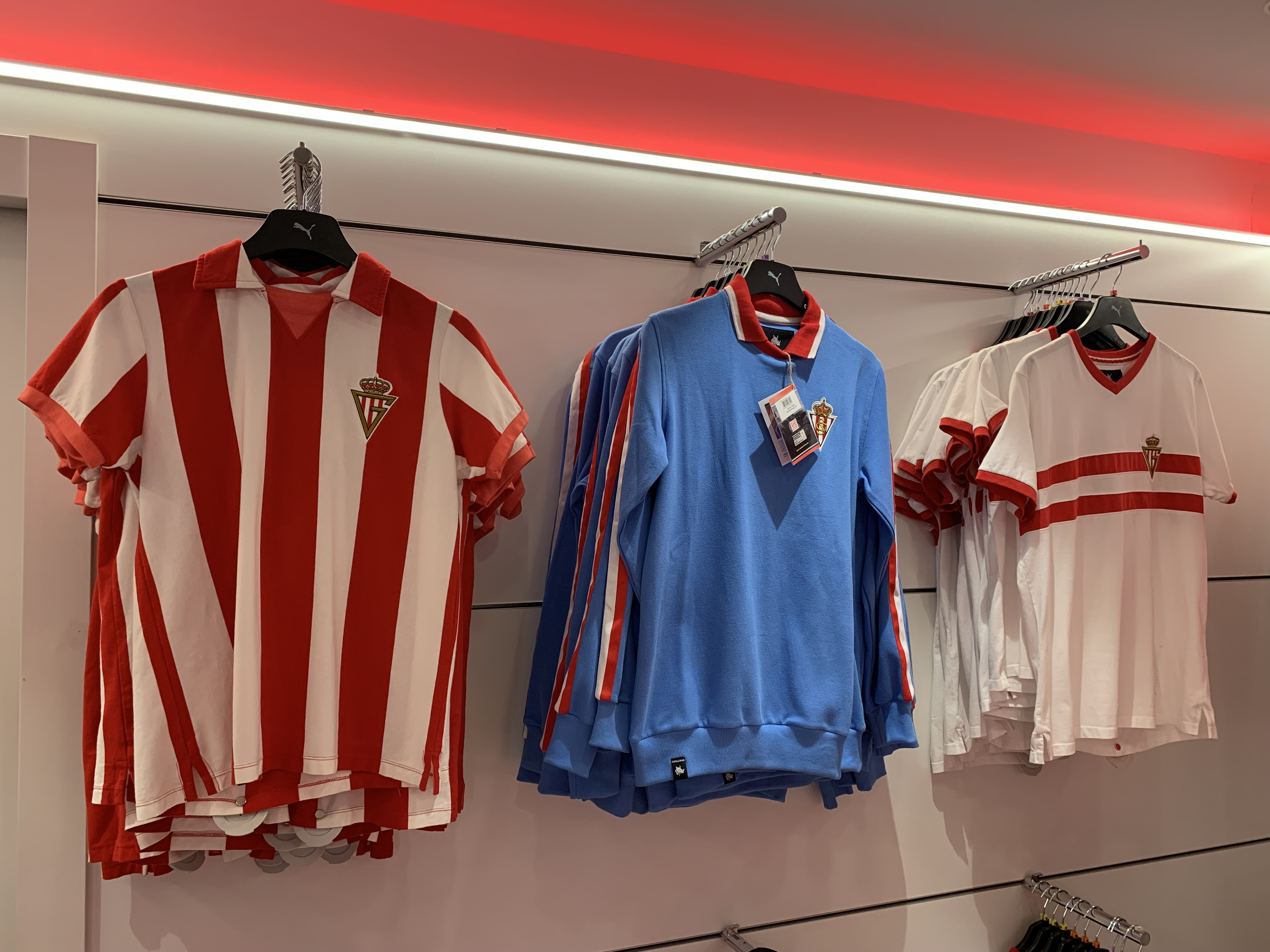
Camisetas oficial, de portero y reserva históricas del Sporting.

La Historia del uniforme del Real Sporting de Gijón es la historia del equipamiento de los futbolistas del Real Sporting de Gijón, que comparten sus equipos de fútbol base y su equipo femenino.

## Historia y evolución
El Real Sporting de Gijón fue fundado en julio de 1905 y desde sus inicios vistió camiseta rojiblanca, colores de la bandera de Gijón. Su zamarra ha permanecido inalterable con el paso de los años y es, por tanto, la camiseta rojiblanca más antigua del fútbol español.
La camiseta a franjas verticales rojas y blancas de igual grosor se utilizó con pantalones blancos hasta el 19 de octubre de 1915, cuando el Sporting se enfrentó al Real Madrid, perdiendo por 4-2, con pantalones azules, hechos con tela de mono de trabajo azul mahón, debido a la dificultad para encontrar tela blanca. Las medias eran negras, como en todos los equipos de aquella época.
En 1916 el club cambia su nombre de Real Sporting Club Gijonés al actual de Real Sporting de Gijón y disputa su primera competición oficial, el Campeonato de España, manteniendo los pantalones azules que estrenó en octubre del año anterior. 
En lo que respecta a la evolución del color de las medias, de las negras que usaban todos los equipos a principios del siglo XX se pasó a unas rojiblancas listadas en la temporada 1949-50. En la temporada 1955-56 se utilizan por primera vez de color azul, con vuelta rojiblanca, color que se mantendría, tanto con vuelta rojiblanca como con vuelta roja, durante la época del denominado Sporting Matagigantes de la temporada 1957-58. En la temporada 1963-64 se volvió a las medias negras, con vuelta rojiblanca.
En 1979 se firma un contrato comercial por primera vez con un proveedor de ropa deportiva a cambio de una compensación económica, con Adidas, que se mantuvo durante diez temporadas, pasando las medias a ser rojas con las tres franjas características de la marca en color blanco en la vuelta. 
En una asamblea general extraordinaria del año 1991 se decide retornar a los pantalones blancos, y, por primera vez, se usan medias blancas, con la vuelta roja. Pero el 30 de noviembre de 1996 se realizó un referéndum entre los accionistas para determinar cuál sería el color del pantalón a partir de la temporada 1997-98, y ganó el azul por 1129 contra 569 votos.
En la temporada 2023-24, tras la compra de la sociedad por Orlegi Sports, se volvió al pantalón blanco y se combinó con medias rojas.
El número y el tamaño de las franjas, así como otros detalles menores de las camisetas, pantalones y medias han ido cambiando según los diseños de las diferentes marcas comerciales.

## Evolución del uniforme
| 1905 | 1916 | 1949 | 1955 | 1963 | 1979 | 1991 | 1997 | 2023 |

## Proveedores y patrocinadores
A continuación se detalla una tabla con los fabricantes y patrocinadores que ha tenido el club desde 1979:
| Período   | Fabricante de la equipación | Patrocinador principal |
| --------- | --------------------------- | ---------------------- |
| 1979-1986 |                             | Ninguno                |
| 1986-1989 | Cajastur                    |                        |
| 1989-1991 | Cajastur                    |                        |
| 1991-1993 | Cajastur                    |                        |
| 1993-1994 | Cajastur Asturias           |                        |
| 1994-1997 | Cajastur Asturias           |                        |
| 1997-1999 | Astore                      | Ninguno                |
| 1999-2001 | Astore                      | Gijón                  |
| 2002-2011 | Astore                      | Gijón Asturias         |
| 2011-2013 | [ 8 ]                       | Gijón Asturias         |
| 2013-2016 | [ 8 ]                       | Gijón                  |
| 2016-2017 | [ 9 ]                       | Gijón                  |
| 2017-2018 | [ 9 ]                       | Teslacard              |
| 2018-2019 | [ 9 ]                       | PASTÓN                 |
| 2019-2020 | [ 9 ]                       | Interwetten            |
| 2020-2022 | [ 9 ]                       | Integra Energía        |
| 2022-23   | [ 14 ]                      | Integra Energía        |
| 2023-2024 | [ 14 ]                      | Jalisco                |
| 2024-2025 | [ 14 ]                      | Siroko                 |

## Galería

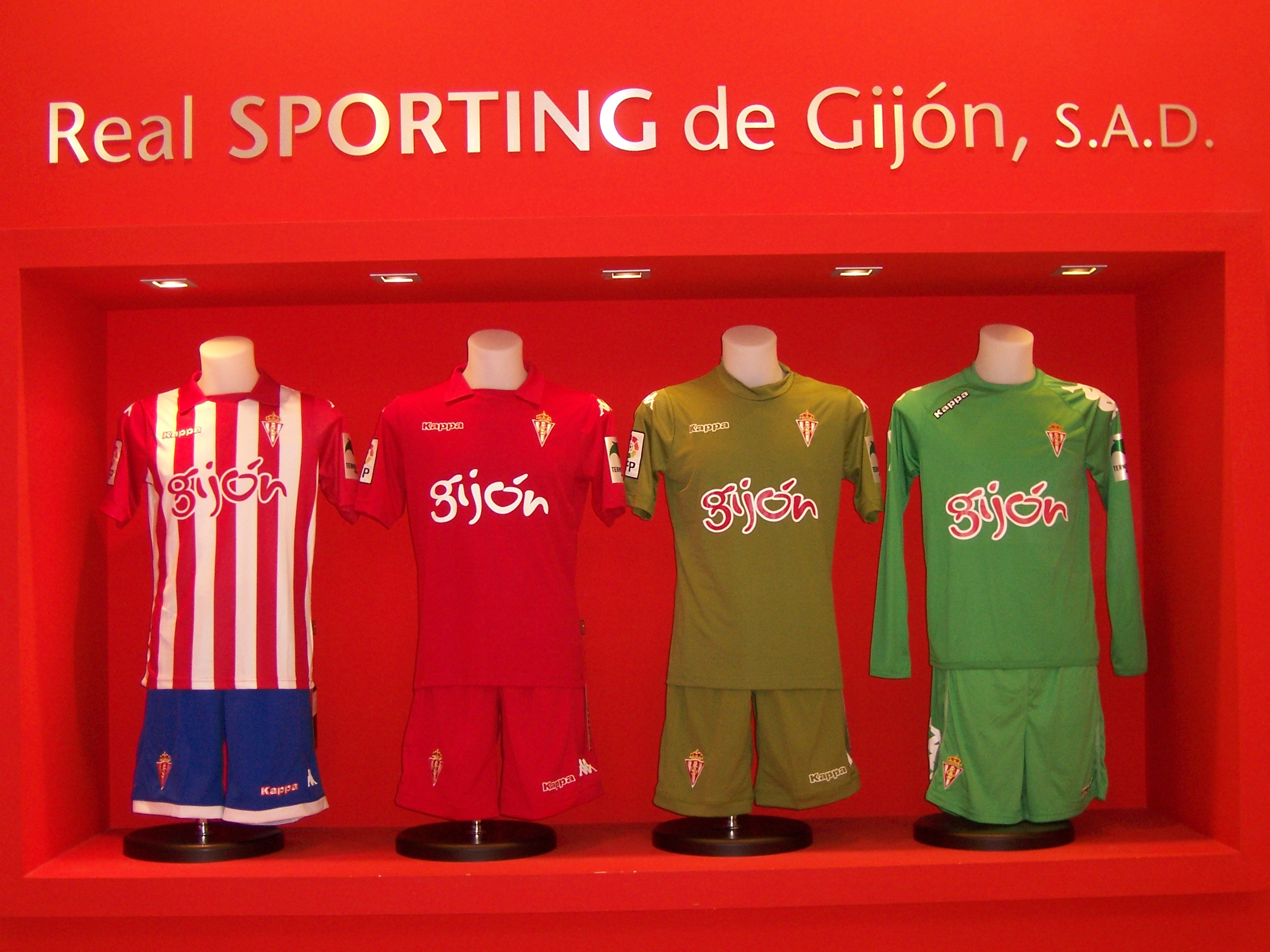
Equipaciones de la temporada 2013-14
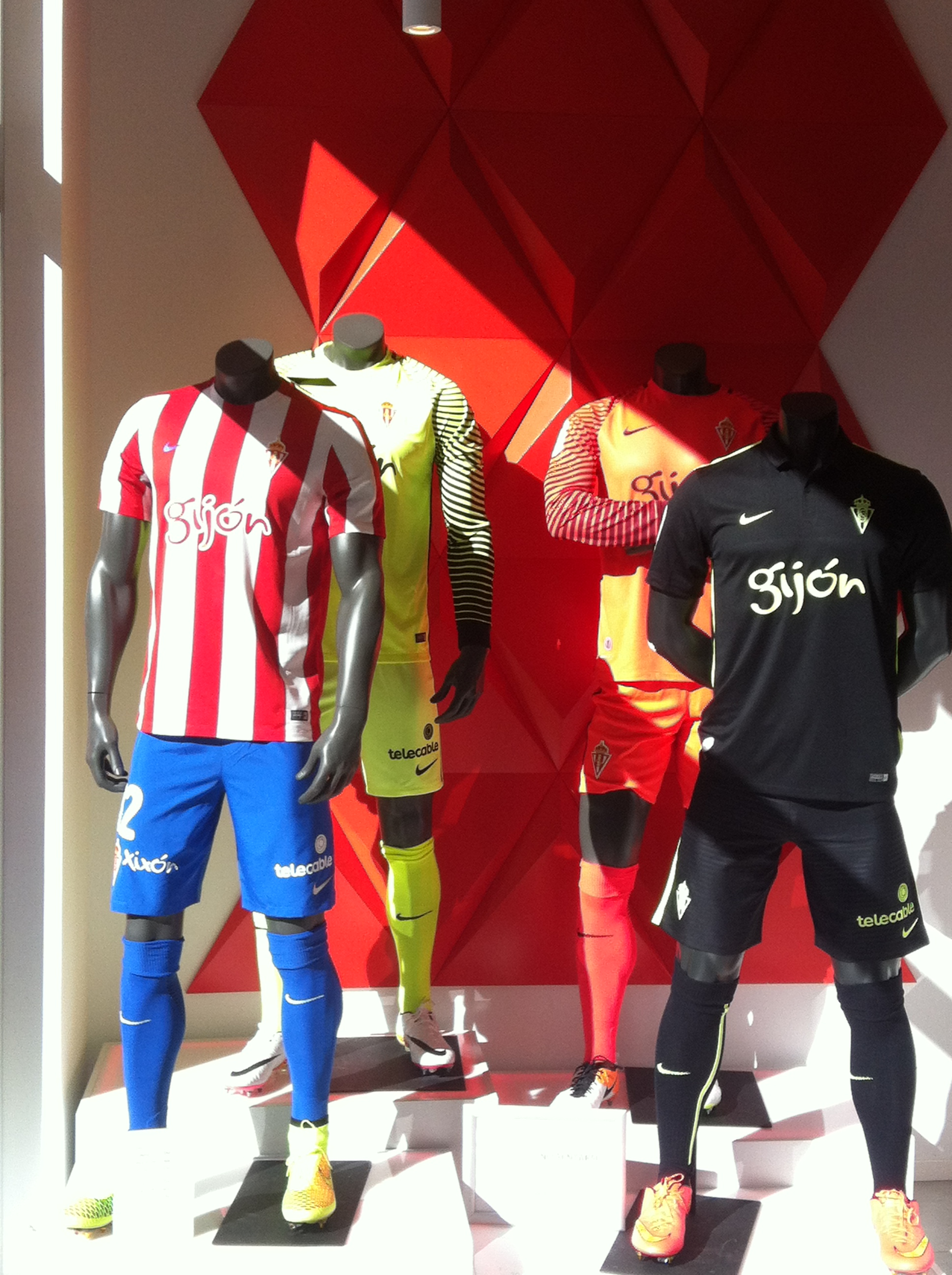
Equipaciones de la temporada 2016-17
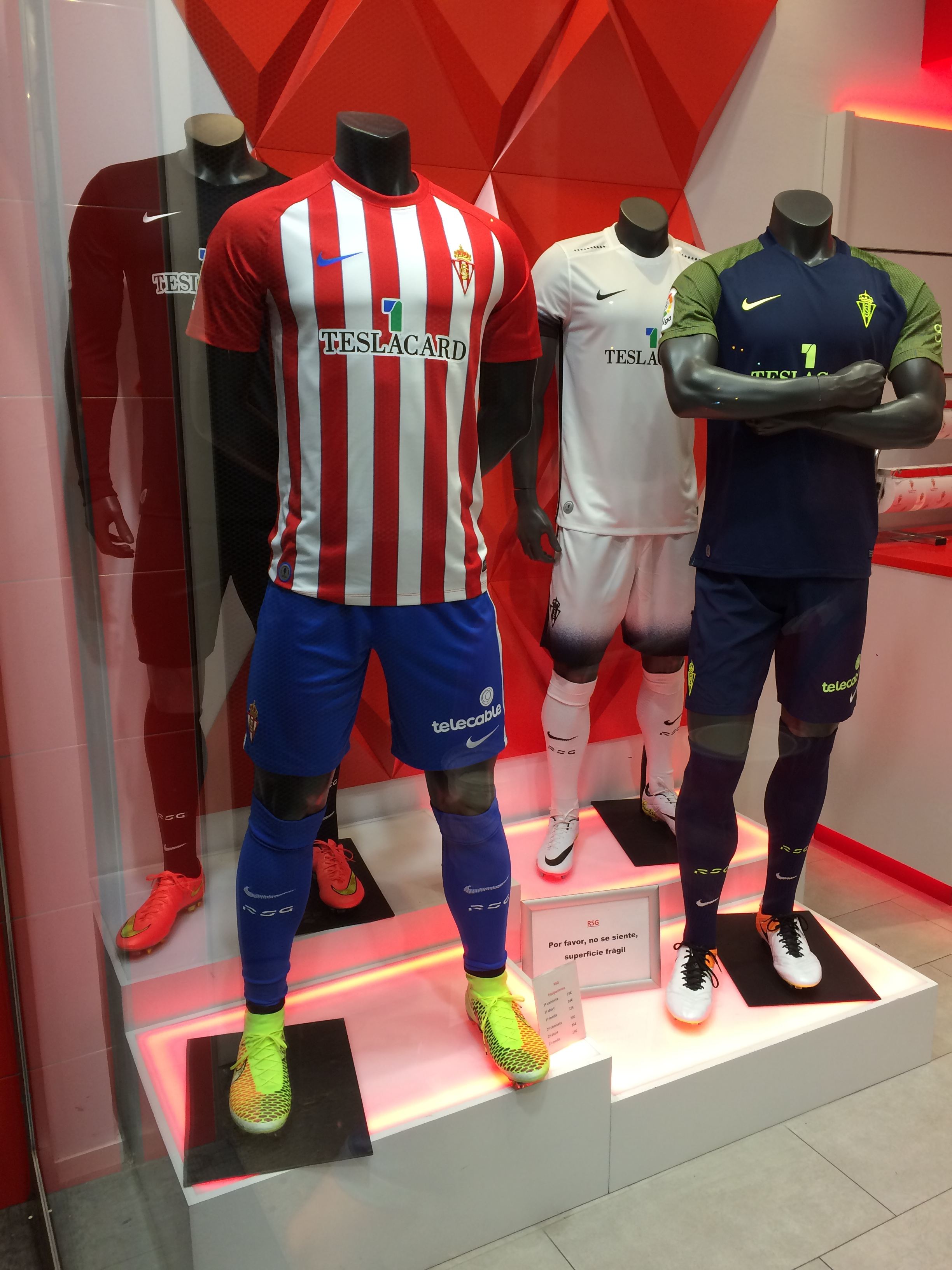
Equipaciones de la temporada 2017-18
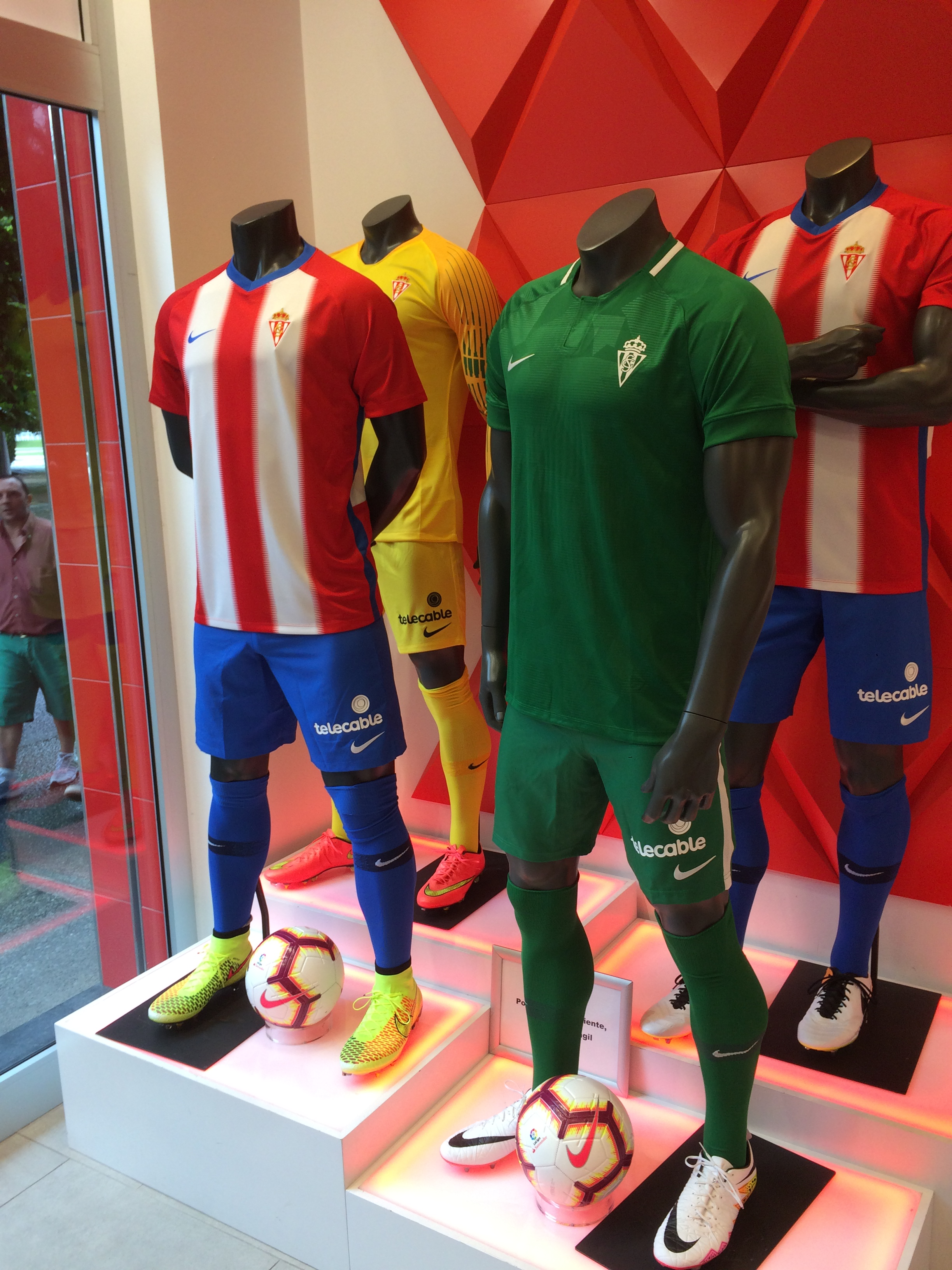
Equipaciones de la temporada 2018-19
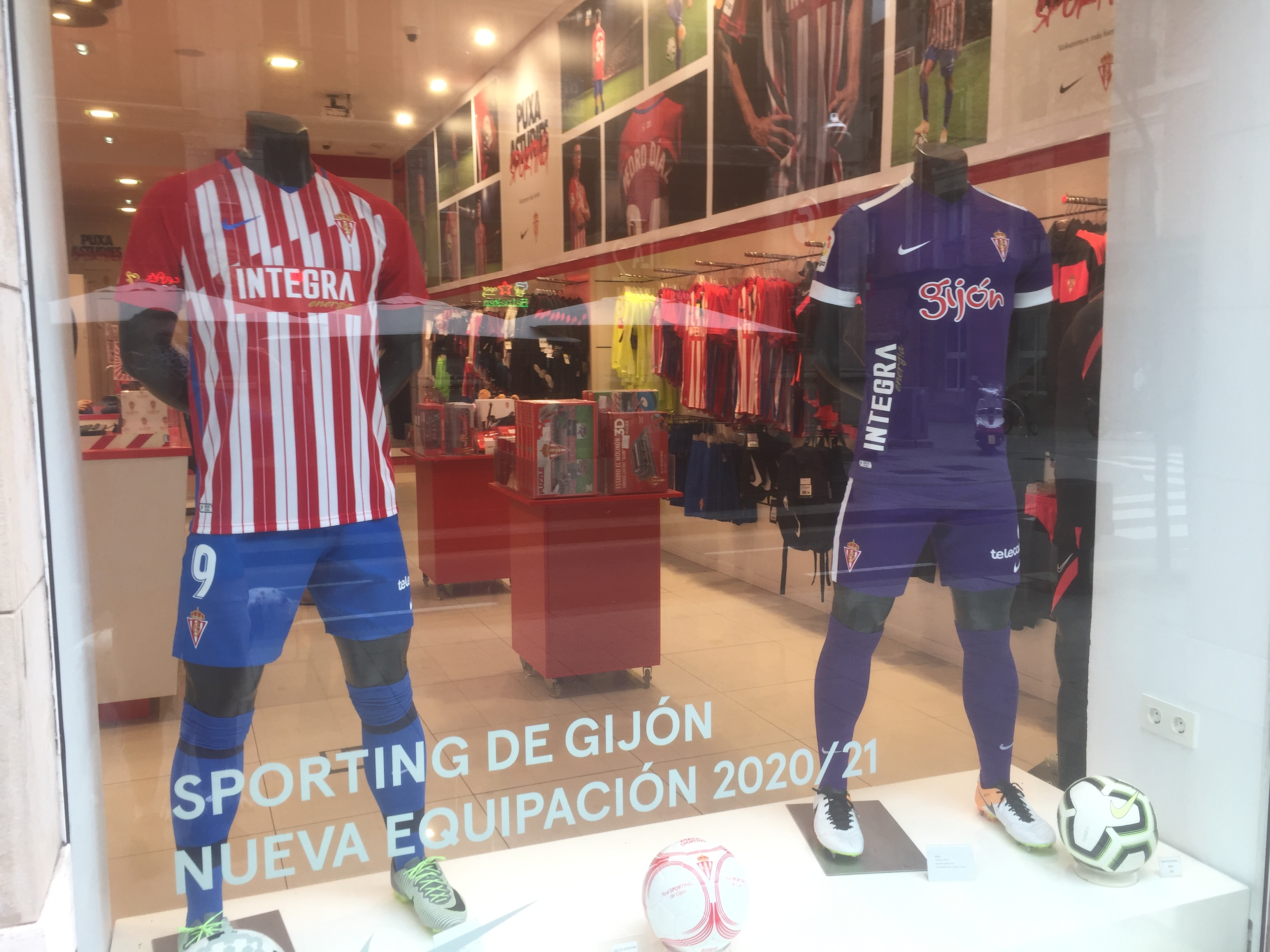
Equipaciones de la temporada 2020-21
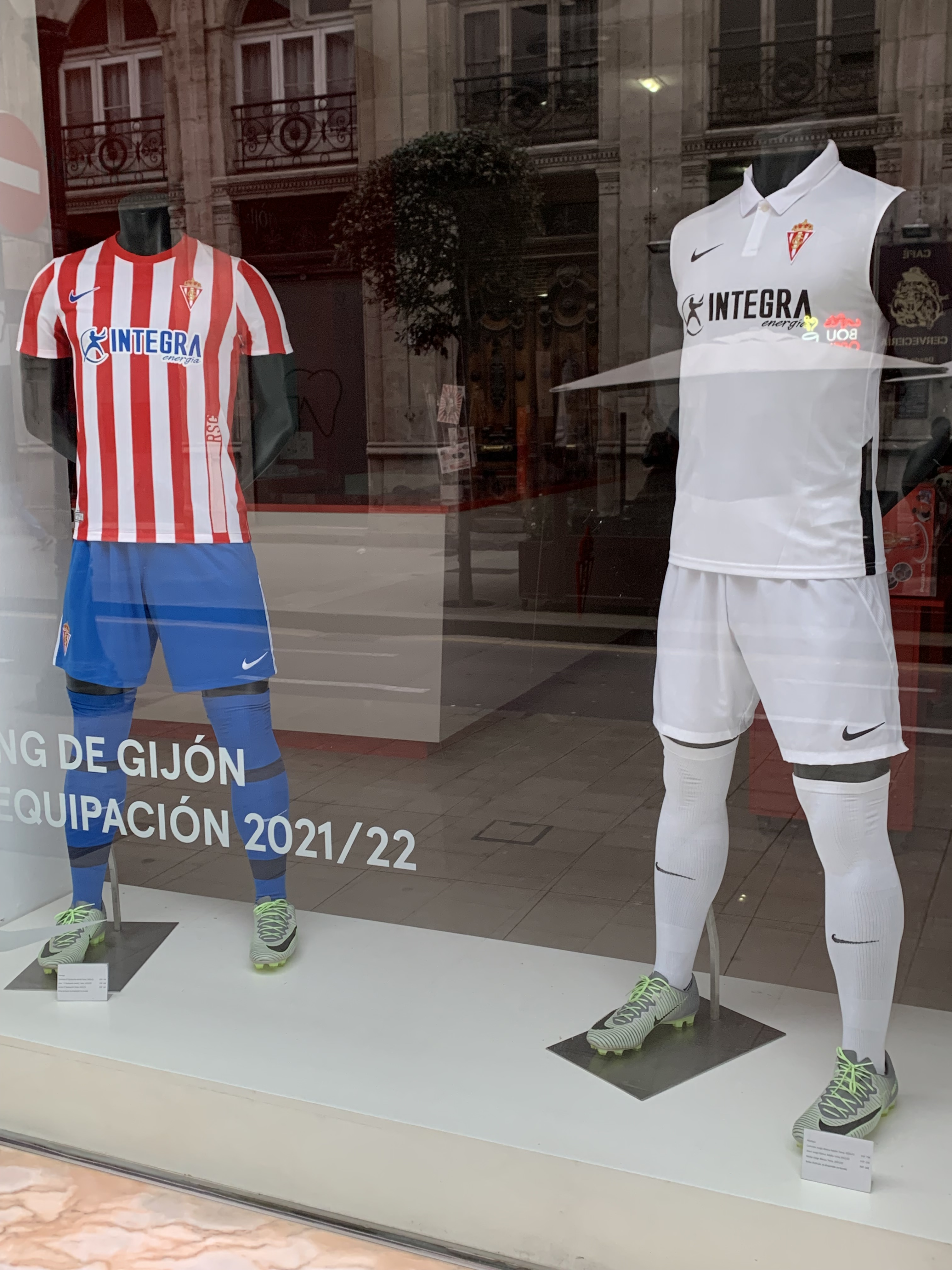
Equipaciones de la temporada 2021-22
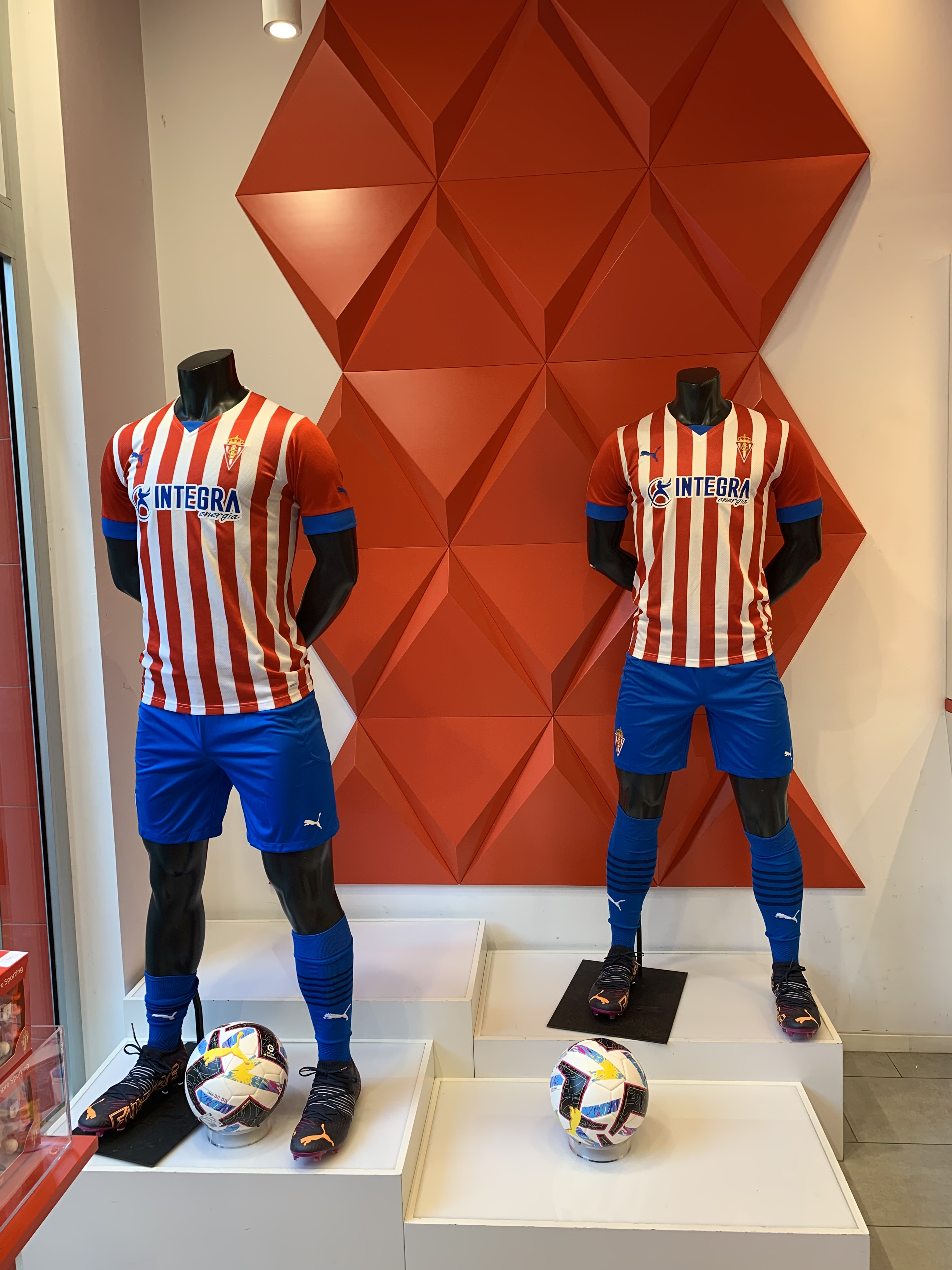
Equipaciones de la temporada 2022-23
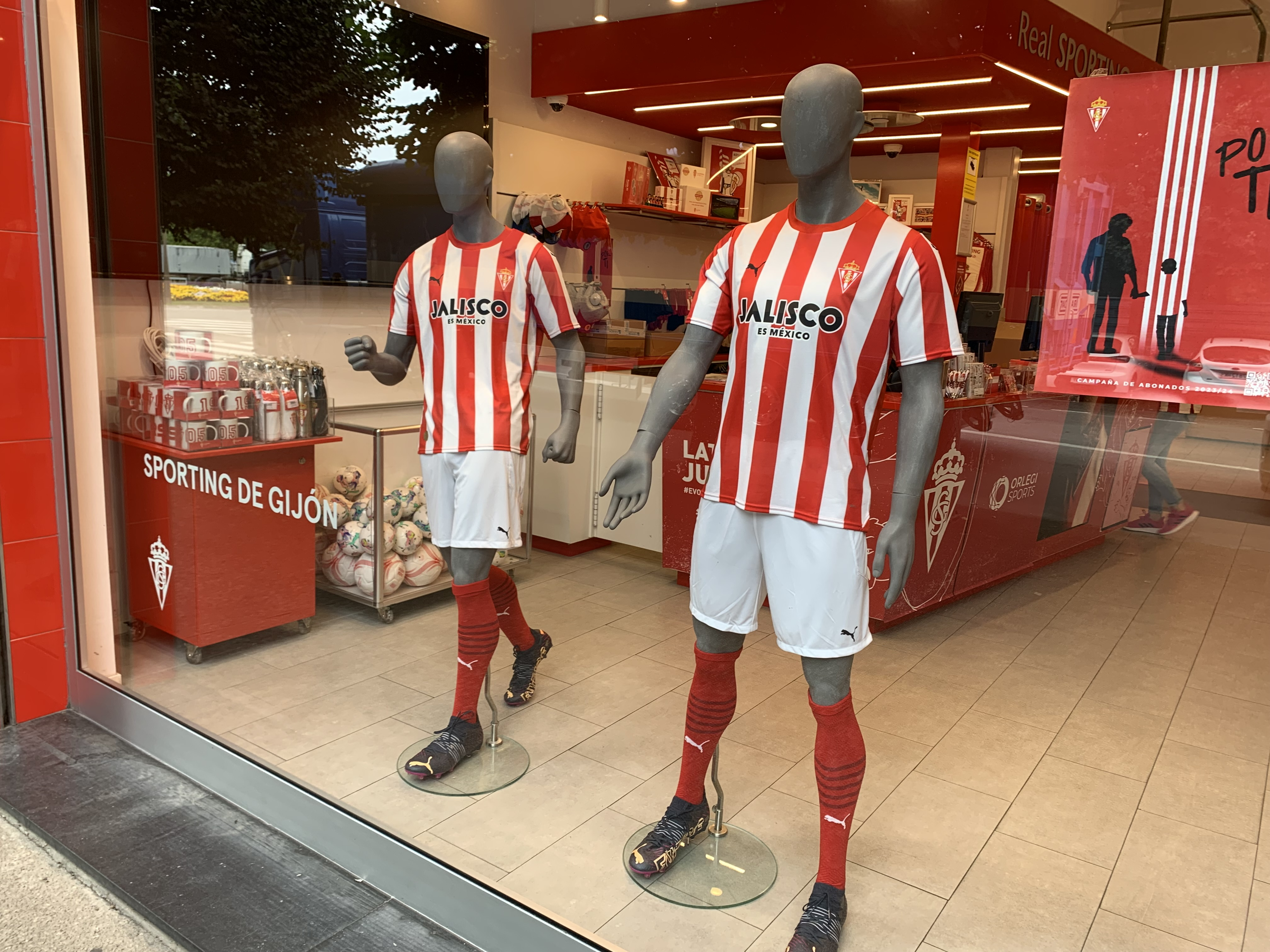
Equipaciones de la temporada 2023-24
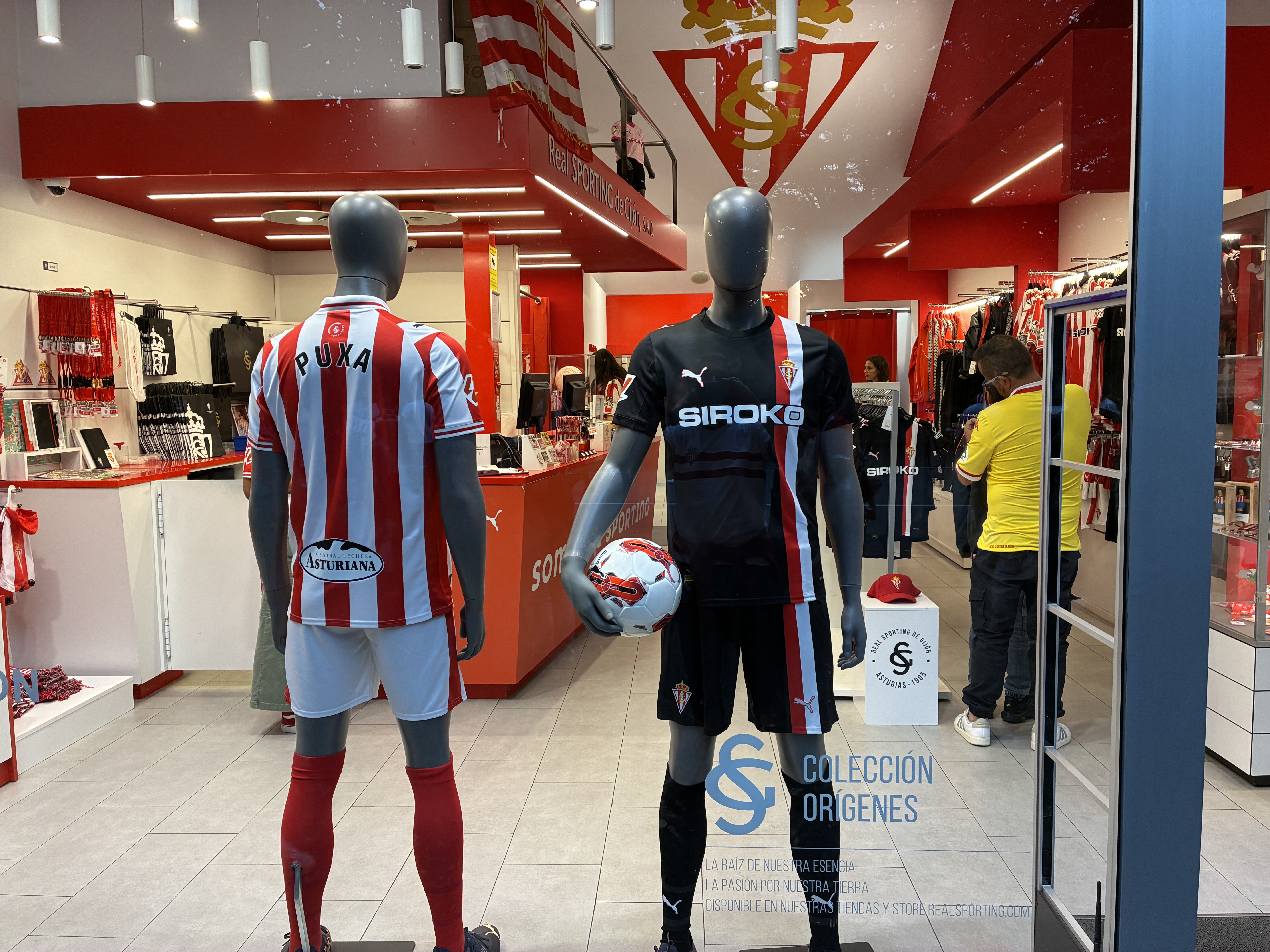
Equipaciones de la temporada 2025-26